# Modèle de l'hyperboloïde

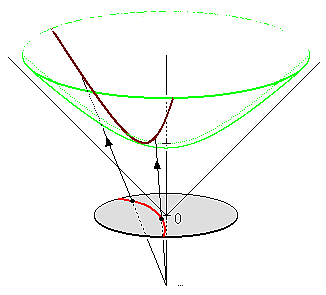
Relation projective entre l’hyperboloïde et les modèles de Poincaré.

En géométrie, le modèle de l'hyperboloïde, également dénommé modèle de Minkowski ou modèle de Lorentz (d'après les noms de Hermann Minkowski et Hendrik Lorentz), est un modèle de géométrie hyperbolique dans un espace de Minkowski de dimension n. Ce modèle d'espace hyperbolique est étroitement lié au modèle de Klein ou au disque de Poincaré.

## Forme quadratique de Minkowski
Si x = (x0, x1, …, xn) est un élément de l'espace Rn+1, la forme quadratique de Minkowski est définie par : 
{\displaystyle Q(x)=x_{0}^{2}-x_{1}^{2}-\ldots -x_{n}^{2}}
Les points x∈ Rn+1 tel que Q(x) = 1 forment un hyperboloïde S de dimension n constitué de deux composantes connexes, ou feuilles : la feuille avant, ou future, S+, où x0>0 et la feuille arrière, ou passée, S−, où x0<0. Les points du modèle de l'hyperboloïde de dimension n sont les points appartenant à  la feuille S+.
La forme bilinéaire de Minkowski B (qui n'est pas un produit scalaire) est la polarisation de la forme quadratique de Minkowski Q :
{\displaystyle B(x,y)={\dfrac {Q(x+y)-Q(x)-Q(y)}{2}}}
Explicitement,
{\displaystyle B(x,y)=x_{0}y_{0}-x_{1}y_{1}-\ldots -x_{n}y_{n}}.
La distance hyperbolique entre deux points x et y de S+ est donnée par la formule :
{\displaystyle d(x,y)=\cosh ^{-1}(B(x,y))}
Les droites hyperboliques sont représentées dans le modèle de l'hyperboloïde par des hyperboles, intersections de l'hyperboloïde avec des plans passant par l'origine.
Le plan tangent en x à l'hyperboloïde est le noyau de la forme linéaire :
{\displaystyle x_{0}\mathrm {d} x_{0}-x_{1}\mathrm {d} x_{1}-\ldots -x_{n}\mathrm {d} x_{n}=0}.
Les formes linéaires {\displaystyle \mathrm {d} u_{0}}, ..., {\displaystyle \mathrm {d} u_{n}} étant liées par cette relation, la métrique locale de ce plan tangent est donnée par :
{\displaystyle \mathrm {d} s^{2}=\mathrm {d} x_{1}^{2}+\ldots +\mathrm {d} x_{n}^{2}-\mathrm {d} x_{0}^{2}}

## Passage à d'autres modèles
On passe du modèle de l'hyperboloïde à un modèle sur une boule unité de deux façons possibles :
- Ou bien on projette l'hyperboloïde sur le plan {\displaystyle x_{0}=1} à partir de l'origine du repère et on obtient le modèle de Klein. Dans ce dernier modèle, les droites hyperboliques sont représentées par des segments.
- Ou bien on projette l'hyperboloïde sur le plan {\displaystyle x_{0}=0} à partir du point (-1, 0, ..., 0) et on obtient le disque de Poincaré. Dans ce dernier modèle, les droites hyperboliques sont représentées par des arcs de cercles.